# Madison (Connecticut)
Madison è un comune di 18.812 abitanti degli Stati Uniti d'America, situato nella Contea di New Haven nello Stato del Connecticut.